# Angelo Francesco Lavagnino
Angelo Francesco Lavagnino (* 22. Februar 1909 in Genua, Ligurien; † 21. August 1987 in Gavi, Piemont) war ein italienischer Filmkomponist.

## Leben
Nach einer Ausbildung im klassischen Fach am Mailänder Konservatorium und einem Diplom in den Fächern Violine und Komposition arbeitete Lavagnino zunächst an Sinfonien, Messen, Orchesterwerken und der Oper Malafonte.
Zu Ende der 1940er Jahre begann er mit dem Wirken an Dokumentarfilmen und schuf mit der Integration typischer musikalischer Charakteristiken der beschriebenen Länder in sein musikalisches Konzept etwas bis dahin Neues. Mit der Arbeit an Orson Welles’ Othello erreichte er früh Bekanntheit im Spielfilm über Italien hinaus; mit Arbeiten für Henry Hathaway, Robert Rossen und erneut Welles wurde er auch in Hollywood zu einem Begriff.
Bis zum Beginn der 1970er Jahre arbeitete Lavagnino so an 200 Filmen; dabei benutzte er schon früh die technischen Möglichkeiten seiner Zeit, Sounds und Arrangements zu bearbeiten. Mit dem Aufkommen eines neuen kompositorischen Stils, wie ihn Ennio Morricone, Bruno Nicolai und andere pflegten, beendete Lavagnino seine Arbeit für Spielfilme.

## Auszeichnungen
Das Nastro d’Argento für die beste Originalmusik gewann er zwei Mal, für Der verlorene Kontinent (Continente perduto, 1954) und Der weiße Sieg (Vertigine bianca, 1956).

## Filmografie (Auswahl)
- 1952: Il bandolero stanco
- 1952: Orson Welles’ Othello (The Tragedy of Othello: The Moor of Venice)
- 1953: Weiße Frau in Afrika (Africa sotto i mari)
- 1954: Ein Amerikaner in Rom (Un americano a Roma)
- 1954: Torpedomänner greifen an (Siluri umani)
- 1956: Der Glöckner von Notre Dame (Notre Dame de Paris)
- 1956: Neros tolle Nächte (Mio figlio Nerone)
- 1957: Die Verlobten des Todes (I fidanzati della morte)
- 1957: Die Stadt der Verlorenen (Legend of the Lost)
- 1957: … denn der Wind kann nicht lesen (The Wind Cannot Read)
- 1958: Kanonenserenade (Pezzo, capopezzo e capitano)
- 1958: Don Vesuvio und das Haus der Strolche (Il bacio del sole)
- 1959: Jovanka und die anderen (Jovanka e le altre)
- 1960: Im Land der langen Schatten (Ombre bianche)
- 1960: Messalina (Messalina Venere imperatrice)
- 1960: Rasputin, der Dämon von Petersburg (L'ultimo zar)
- 1960: Das Schwert von Persien (Ester e il re)
- 1960: Verschwörung der Herzen (Conspiracy of Hearts)
- 1960: Der Weg zurück (Tutti a casa)
- 1961: Gorgo
- 1961: Aladins Abenteuer (Le meraviglie di Aladino)
- 1961: Die großen Spiele (La grande olimpiade) (Dokumentarfilm)
- 1961: Der Koloß von Rhodos (Il colosso di Rodi)
- 1961: Macistes größtes Abenteuer (Maciste contro il vampiro)
- 1962: Marco Polo
- 1962: Herkules, der Sohn der Götter (Ulisse contro Ercole)
- 1962: Pontius Pilatus – der Statthalter des Grauens (Ponzio Pilato)
- 1962: Der Kampf der Makkabäer (Il vecchio testamento)
- 1962: Nur tote Zeugen schweigen
- 1962: Zorro gegen Maciste – Kampf der Unbesiegbaren (Zorro contro Maciste)
- 1963: Marschier oder krepier (Marcia o crepa)
- 1963: Kali Yug: Die Göttin der Rache (Kali Yug, la dea della vendetta)
- 1963: Kali Yug, 2. Teil: Aufruhr in Indien (Il mistero del tempio indiano)
- 1963: Herkules, Samson und Odysseus (Ercole sfida Sansone)
- 1963: Samson und die weißen Sklavinnen (Sansone contro i pirati)
- 1964: Herkules – Rächer von Rom (Ercole contro Roma)
- 1964: Die letzte Kugel traf den Besten (Aventuras del Oeste)
- 1964: Samson gegen die Korsaren des Teufels (Sansone contro il Corsaro nero)
- 1964: Samson und der Schatz der Inkas (Sansone e il tesoro degli Incas)
- 1964: Schnelle Colts für Jeannie Lee (Sfida a Rio Bravo)
- 1964: Herkules gegen die Tyrannen von Babylon (Ercole contro i tiranni di Babilonia)
- 1965: Blei ist sein Lohn (Ocaso de un pistolero)
- 1965: Die Gejagten der Sierra Nevada (El ranch de los implacables)
- 1965: Heiße Grüße vom CIA (Operazione Stermino)
- 1965: Herr Major, zwei Flaschen melden sich zur Stelle (I due sergenti del generale Custer)
- 1965: Höllenhunde des Secret Service (Superseven chiama Cairo)
- 1965: Jonny West und die verwegenen 3 (Johnny West il mancino)
- 1965: Lederstrumpf – Der letzte Mohikaner (Uncas, el fin de una raza)
- 1965: Der Mann, der kam, um zu töten (L'uomo dalla pistola d'oro)
- 1965: Orion-3000 – Raumfahrt des Grauens (Il pianeta errante)
- 1965: Der Sohn von Jesse James (El hijo de Jesse James)
- 1965: Das Vermächtnis des Inka
- 1965: Die Todesminen von Canyon City (¡Que viva Carrancho!)
- 1966: Das Finale liefert Zorro (Zorro il ribelle)
- 1966: Der Mann, der aus dem Norden kam (Frontera al sur)
- 1966: Die Trampler (Gli uomini dal passo pesante)
- 1967: Die sich in Fetzen schießen (Dio non paga il sabato)
- 1967: Fünf gegen Casablanca (Attentato ai tre grandi)
- 1967: Eine Handvoll Helden (Per un pugno di eroi)
- 1967: Dämonen aus dem All (La morte viene dal pianeta Aytin)
- 1968: Ein Colt für hundert Särge (Una pistola per cento bare)
- 1968: Django, wo steht Dein Sarg? (T’ammazzo! … Raccomandati a Dio)
- 1968: Der Fremde von Paso Bravo (Uno straniero a Paso Bravo)
- 1968: Heute ich… morgen Du! (Oggi a me … domani a te)
- 1968: Mein Leben für die Rache (Sapevano solo uccidere)
- 1968: Rache für Rache (Vendetta per vendetta)
- 1968: Requiem für Django (Réquiem para el gringo)
- 1969: Fahrt zur Hölle, ihr Halunken (Gli specialisti)
- 1969: Die Nackte und der Kardinal (Beatrice Cenci)
- 1969: Zorro alla corte d’Inghilterra
- 1969: Zorro – Graf von Navarra (Zorro marchese di Navarra)
- 1974: Daisy Miller